# PPIF
PPIF (англ. Peptidylprolyl isomerase F) – білок, який кодується однойменним геном, розташованим у людей на короткому плечі 10-ї хромосоми. Довжина поліпептидного ланцюга білка становить 207 амінокислот, а молекулярна маса — 22 040.
| 10         |  | 20         |  | 30         |  | 40         |  | 50         |
| ---------- |  | ---------- |  | ---------- |  | ---------- |  | ---------- |
| MLALRCGSRW |  | LGLLSVPRSV |  | PLRLPAARAC |  | SKGSGDPSSS |  | SSSGNPLVYL |
| DVDANGKPLG |  | RVVLELKADV |  | VPKTAENFRA |  | LCTGEKGFGY |  | KGSTFHRVIP |
| SFMCQAGDFT |  | NHNGTGGKSI |  | YGSRFPDENF |  | TLKHVGPGVL |  | SMANAGPNTN |
| GSQFFICTIK |  | TDWLDGKHVV |  | FGHVKEGMDV |  | VKKIESFGSK |  | SGRTSKKIVI |
| TDCGQLS    |  |            |  |            |  |            |  |            |

A: Аланін

C: Цистеїн

D: Аспарагінова кислота

E: Глутамінова кислота

F: Фенілаланін

G: Гліцин

H: Гістидин

I: Ізолейцин

K: Лізин

L: Лейцин

M: Метіонін

N: Аспарагін

P: Пролін

Q: Глутамін

R: Аргінін

S: Серин

T: Треонін

V: Валін

W: Триптофан

Кодований геном білок за функціями належить до ізомераз, ротамаз. 
Задіяний у таких біологічних процесах, як апоптоз, ацетилювання, альтернативний сплайсинг. 
Локалізований у мітохондрії.